# 吴季峰
吴季峰（1999年5月6日—），出生于中国辽宁省本溪市，是中国歌手和演员。目前是ETM活力时代的签约艺人。
2019年4月5日，吴季峰参加了腾讯视频男团选秀节目《创造营2019》并成功晋级总决赛。他的最终排名为第20名。
吴季峰的首张单曲《风车与风》于2019年7月17日发行。2019年9月19日，他推出了首张EP《夏日季风》，包含《卡西尼的永恒》和《青春是一整个夏天》两支单曲。
同年，他发行了两本写真集 Nice to meet you 和 Nice to see you，并为VogueMe、ELLEMEN等时尚杂志拍摄写真。 
2019年8月到11月，吴季峰参加了腾讯视频的青春体娱跨界类型节目超级新星全运会第二季 。 2019年10月10日，他进入网剧《不说谎恋人》剧组，出演顾博一角。
2019年12月，他担任第四届金骨朵网络影视盛典的红毯主持人和嘉宾表演。12月28日，担任腾讯视频闪耀星光日doki人气舞台开场嘉宾，并演唱主题曲《doki doki》。  

## 早年经历
吴季峰出生于一个文艺氛围浓厚的家庭。 他从小学习书法。受母亲影响，他喜欢唱歌。初中时，他观看了EXO在湖南卫视的表演，萌发男团梦。起初，家人反对他从事演艺行业，担心无法保护他。后来，看到他在创造营里的努力和成绩，开始支持他。
2017年，吴季峰从辽宁省本溪高中毕业，考入四川成都的西南民族大学日语专业。
2018年，吴季峰休学一年，开始了在ETM活力时代的练习生生活。
2019年9月，吴季峰回到西南民族大学，兼顾学业和演艺事业。

## 演艺事业

### 创造营2019
2019年2月至6月：吴季峰参加了创造营2019，成功进入决赛，最终排名第20位。
吴参与了节目主题曲“喊出我的名字/ Call Me Call My Name”拍摄，还表演了“Baby” （初舞台），“Lesion” （第一次公演），“追梦的蚂蚁” （第二次公演），“男儿当自强” （第三次公演开场舞），“给一个很爱的人 ” （第三次公演），“赤子” （决赛公演），“离人” （《创造营练习室》），“不哭” （决赛声乐组独唱），并在第二次公演中获得创始人投票选出的“全场点赞王”称号。
创造营2019 结束以后，吴季峰还参与了以下综艺节目： 
- 搜狐 我的同事是明星 （2019年7月17日）
- 酷狗音乐 酷狗首唱会 （2019年8月28日）
- QQ音乐 见面吧电台第126期 （2019年9月22日）
- 酷狗音乐 酷狗星乐坊 （2019年9月24日）
- 腾讯视频 超新星全运会第二季 （Super Nova Games）第二季（2019年10月12号至11月3号）
- 腾讯视频 鹅宅好时光 直播（2020年2月26号与王晨艺和陆思恒同为嘉宾，2月28号个人直播）

### 音乐
- 风车与风 （2019年7月17日）
- EP 夏天季风 （2019年9月19日）

### 电视剧/网络剧
| 首播年份 | 剧名               | 角色   | 备注     |
| 2019年   | 致我们甜甜的小美满 | 李小峰 | 网络剧   |
| 2019年   | 不說謊戀人         | 顾博   | 网络剧   |
| 2023年   | 曾少年之小时候     | 孙泰   | 网络剧   |
| 2023年   | 鲲鹏击浪           | 邹鼎丞 |          |
| 2024年   | 满目皆琳琅         | 贺颐景 | 网络短剧 |
| 2024年   | 与君重逢时         | 墨承乾 | 网络短剧 |
| 2024年   | 春日野行           | 凌星河 | 网络短剧 |
| 2025年   | 请君入梦           | 凤知藜 | 网络短剧 |
| 2025年   | 皇妃她不讲武德     | 宁孤舟 | 网络短剧 |
| 2025年   | 丽人归来           | 周楚铭 | 网络短剧 |
| 2025年   | 我的媳妇不好惹     | 钱子墨 | 网络剧   |
| 2025年   | 雁回时             | 成磊   |          |
| 待播     | 暗涌               |        | 网络剧   |

### 大事记
- 参加第四届金骨朵网络影视盛典。 （2019年12月22日） [4]